# Danny Williams
Pour les articles homonymes, voir Williams.
Daniel E. « Danny » Williams (né le 4 août 1950 à Saint-Jean de Terre-Neuve) est un homme d’affaires et homme politique canadien. Il est le 9e premier ministre de Terre-Neuve-et-Labrador (6 novembre 2003 au 3 décembre 2010). 
Williams est né et a grandi à St. John's, à Terre-Neuve-et-Labrador. Avant d'entrer en politique, Williams était un avocat et un homme d'affaires très prospère. Après être devenu chef du Parti progressiste-conservateur de Terre-Neuve-et-Labrador en 2001, il a été élu à la Chambre d'assemblée lors d'une élection partielle dans le district de Humber West à Corner Brook.
Le poste de premier ministre de Williams était controversé à l'extérieur de Terre-Neuve-et-Labrador. Des événements tels que l'ordre de retirer tous les drapeaux canadiens des édifices gouvernementaux provinciaux et le lancement de la campagne Tout sauf conservateur lors des élections fédérales de 2008 ont attiré l'attention nationale. Bien que Williams reste un homme politique controversé à l'extérieur de Terre-Neuve-et-Labrador, il a été continuellement classé parmi les premiers ministres les plus populaires, avec des cotes d'approbation dans la province se situant constamment dans les années 70 et 80.

## Biographie
En 2007, il a une importante dispute avec Stephen Harper à propos des paiements fédéraux.
Le 25 novembre 2010, Danny Williams annonce qu'il démissionnera de son poste de premier ministre le 3 décembre 2010.
Il a quatre enfants.